# روابط روسیه و سنگاپور
روابط روسیه و سنگاپور (روسی: Российско-сингапурские отношения) از زمان برقراری روابط دیپلماتیک در ژوئن ۱۹۶۸، روسیه و سنگاپور روابط صمیمانه ای بر اساس احترام و همکاری متقابل حفظ کرده‌اند. دو کشور چندین توافقنامه برای تسهیل تجارت، سرمایه‌گذاری، گردشگری و مبادلات فرهنگی امضا کرده‌اند. به‌طور کلی، روابط روسیه و سنگاپور مثبت بوده و در سال‌های اخیر گسترش یافته و شامل افزایش تجارت، سرمایه‌گذاری، گردشگری و مبادلات فرهنگی شده‌است. با وجود چالش‌های پیش روی اقتصاد جهانی و تنش‌های ژئوپلیتیکی، فرصت‌های زیادی برای تقویت روابط و همکاری دو کشور در زمینه‌های مورد علاقه دو کشور وجود دارد.

## تجارت دوجانبه
روسیه و سنگاپور در سال‌های اخیر به دلیل افزایش تقاضا برای کالاهای روسی در سنگاپور، تجارت دوجانبه را افزایش داده‌اند. در سال ۲۰۱۹، کل تجارت بین دو کشور به ۷٫۹ میلیارد دلار رسید و روسیه عمدتاً نفت و محصولات نفتی، محصولات فلزی و کودهای شیمیایی را به سنگاپور صادر کرد.

## سرمایه‌گذاری‌ها
شرکت‌های روسی به‌طور فزاینده ای علاقه‌مند به سرمایه‌گذاری در سنگاپور، به ویژه در زمینه‌های لجستیک، فناوری و نوآوری هستند. سنگاپور به عنوان قطبی برای شرکت‌های روسی برای گسترش فعالیت‌های خود در جنوب شرقی آسیا دیده می‌شود. دولت سنگاپور همچنین شرکت‌های محلی را برای سرمایه‌گذاری در روسیه به ویژه در زمینه‌های کشاورزی، انرژی و زیرساخت تشویق کرده‌است.

## گردشگری و آموزش
گردشگری و مبادلات آموزشی نیز جنبه مهمی از روابط روسیه و سنگاپور بوده‌است. گردشگران سنگاپور جذب میراث فرهنگی غنی، بناهای تاریخی و مکان‌های دیدنی روسیه می‌شوند. در همین حال، دانشجویان روسی به سمت سیستم آموزشی در سطح جهانی سنگاپور و فرصت‌هایی برای آموزش عالی و تحقیق جذب می‌شوند.

## زمینه‌های احتمالی همکاری
روسیه و سنگاپور علاقه خود را برای تقویت همکاری در چندین زمینه از جمله:
- هوافضا و هوانوردی: هر دو کشور حضور پررنگی در صنعت هوافضا و هوانوردی دارند و می‌توانند در پروژه‌های تحقیق و توسعه همکاری کنند.
- مراقبت‌های بهداشتی: با توجه به بحران بهداشت جهانی فعلی، پتانسیل همکاری روسیه و سنگاپور در زمینه تحقیق، درمان و توسعه واکسن وجود دارد.
- اقتصاد دیجیتال: روسیه و سنگاپور هر دو در حال توسعه اقتصاد دیجیتال خود هستند و پتانسیل همکاری در زمینه‌هایی مانند تجارت الکترونیک، فین تک و امنیت سایبری وجود دارد.